# Dekstrometorfan
Dekstrometorfan, DXM (łac. dextromethorphanum) – organiczny związek chemiczny, prawoskrętny enancjomer metorfanu używany w medycynie pod postacią bromowodorku jako lek przeciwkaszlowy.

## Historia
W roku 1959 amerykańska Agencja Żywności i Leków zatwierdziła działanie przeciwkaszlowe dekstrometorfanu i dopuściła go do obrotu jako substytut używanej w celach rekreacyjnych i powodującej uzależnienie fizyczne kodeiny. Dwa lata później środek pojawił się w sprzedaży w Stanach Zjednoczonych pod nazwą Romilar. W roku 1973 lek został wycofany z rynku (ze względu na użycie rekreacyjne – pierwszy przypadek zanotowano w roku 1968), jednak niedługo potem znów przywrócono go do sprzedaży ze względu na brak specyfiku zastępczego.

## Chemia i neurofarmakologia
Dekstrometorfan jest prawoskrętnym enancjomerem lewometorfanu – agonisty receptorów opioidowych – sam jednak nie wykazuje działania przeciwbólowego. Jest metabolizowany w wątrobie przez dwa enzymy: głównie CYP2D6 poprzez O-demetylację do dekstrorfanu (DXO) i w mniejszym stopniu CYP3A4 poprzez N-demetylację do 3-metoksymorfinanu (3MM, 3-MeOM), następnie obie substancje są metabolizowane do 3-hydroksymorfinanu. Ze wszystkich metabolitów jedynie DXO wykazuje działanie psychoaktywne, zaś 3MM blokuje pracę enzymu CYP2D6. Część populacji w ogóle nie ma enzymu CYP2D6 lub wykazuje jego słabsze działanie, co skutkuje mniejszym metabolizmem dekstrometorfanu do dekstrorfanu.
Dekstrometorfan pokonuje barierę krew-mózg, wykazuje następujące działania na ośrodkowy układ nerwowy:
- jest agonistą receptorów σ1 oraz σ2[2]
- blokuje otwarty kanał NMDA (przy wyższych dawkach)
- blokuje wychwyt zwrotny serotoniny (jest SRI, choć niewątpliwie nie można go uważać za SSRI wskutek wielokierunkowości jego działań na inne receptory)[3]
- jest antagonistą receptorów nikotynowych α3β4[4]
- blokuje wychwyt zwrotny dopaminy (poprzez antagonizm fragmentu PCP receptora NMDA[5]).

Dekstrometorfan zazwyczaj powoduje wyrzut histaminy z mastocytów, co jest przyczyną swędzenia i zaczerwienia skóry, a także podwyższenia temperatury ciała. U niektórych osób reakcja ta może być wybitnie silna, co może doprowadzić nawet do wstrząsu anafilaktycznego, dlatego zaleca się ostrożność i unikanie lekkomyślnych zachowań.
Efekty te można zniwelować przy użyciu antyhistaminików, jednak nie każdy jest skuteczny (zazwyczaj potrzebne są te silniej działające) i nie każdy można bezpiecznie łączyć z dekstrometorfanem.

### Inna aktywność biologiczna
W badaniach na myszach stwierdzono, że dekstrometorfan, dzięki redukowaniu stresu oksydacyjnego, ogranicza miażdżycę i inne procesy zwężania światła tętnic.

## Użycie medyczne
Dekstrometorfan działa ośrodkowo na poziomie rdzenia (przedłużonego), tłumiąc suchy kaszel: w przebiegu przeziębienia, w zapaleniu gardła, oskrzeli czy krtani. Efekt przeciwkaszlowy jest wywoływany przez aktywację receptora σ1. Szybko wchłania się z przewodu pokarmowego i zaczyna działać po 15–30 minutach od podania, a jego działanie utrzymuje się do 6 godzin.
Maksymalna dawka dobowa wynosi 120 mg. Jako działania niepożądane mogą wystąpić: senność, zawroty głowy, nudności, biegunka, niekiedy wzrost ciśnienia tętniczego. Dostępna jest w tabletkach i syropach, często jest składnikiem złożonych preparatów przeciw przeziębieniu i grypie w połączeniu z dekspantenolem, paracetamolem i pseudoefedryną.
Wchodzi w interakcje z innymi substancjami metabolizowanymi przez enzym CYP2D6. Z antydepresantami, głównie inhibitorami MAO oraz SSRI (którymi są także popularne specyfiki przeciwwymiotne difenhydramina i dimenhydrynat), może powodować zespół serotoninowy. W połączeniu z narkotycznymi lekami przeciwbólowymi, alkoholem etylowym oraz innymi środkami o działaniu depresyjnym na OUN może nasilać depresję ośrodka oddechowego.

## Użycie pozamedyczne (rekreacyjne)
Dekstrometorfan zażyty w większych dawkach, znacznie przekraczających dawki terapeutyczne, wykazuje działanie narkotyczne (ang. recreational action) charakterystyczne dla dysocjantów (choć wykracza ono poza zakres „klasycznych dysocjantów” ze względu na szerokie spektrum działania na różne receptory) oraz nieznacznie euforyzujące. Z tych względów bywa on używany do celów rekreacyjnych.
Nazbyt częste używanie dekstrometorfanu skutkuje znacznym wzrostem tolerancji na działanie rekreacyjne, natomiast skuteczność przeciwkaszlowa raczej się nie zmniejsza.
W niższych dawkach powoduje zwykle lekkie uczucie upojenia i nieznaczne pobudzenie połączone z gadatliwością; sporadycznie: halucynacje przy zamkniętych oczach; przy wyższych może powodować wrażenia całkowitego oderwania od ciała (OOBE) i utraty własnej tożsamości (depersonalizacja). Powoduje także niezborność ruchów (ataksję), zaburzenia równowagi, kłopoty z mówieniem, opóźnienie reakcji, rozszerzenie źrenic (u osób ze słabą funkcją CYP2D6 lub po uprzednim zahamowaniu tego enzymu w różny sposób), przyspieszenie pulsu. W przypadku masywnego przedawkowania (takie sytuacje są sporadyczne, głównie w celach samobójczych), połączonego wówczas z utratą świadomości, może dojść do depresji układu oddechowego i śmierci. Działanie wywołane dekstrometorfanem można z dużym przybliżeniem porównać do ketaminy oraz PCP, choć jest od nich nieporównanie słabszym specyfikiem.
W zależności od przyjętej dawki, działanie i odczucia powodowane przez dekstrometorfan dzieli się zwyczajowo na 4 poziomy zwane plateau, co jest podyktowane różnym stopniem oddziaływania na poszczególne receptory w miarę zwiększania ilości substancji (charakterystyczne jest, że efekty tej substancji nie nasilają się liniowo w miarę zwiększania dawki jak w przypadku większości leków, ale raczej zmieniają swój charakter):
- 1. plateau: 1,5–2,5 mg/kg (najsilniejsze działanie na fragment PCP2 receptora NMDA, mała aktywność sigma1 i znikoma blokada NMDA)
- 2. plateau: 2,5–7,5 mg/kg (rosnąca aktywność sigma1, silniejsza blokada NMDA, PCP2 bez większych zmian na stałym poziomie)
- 3. plateau: 7,5–15 mg/kg (przeważa blokada ogólna receptora NMDA)
- 4. plateau: powyżej 15 mg/kg (brak zmian w oddziaływaniu na poszczególne receptory; zerwanie większości połączeń między neuronami[potrzebny przypis])
- sigma plateau: polega na aplikowaniu różnych dawek w ciągu całego dnia (najwyższa aktywność receptora sigma1), może doprowadzić tok myślenia do anormalnego, większość użytkowników uważa ten stan za nieprzyjemny.

Wyższe dawki, zwłaszcza powyżej 20 mg/kg, mogą być groźne dla zdrowia i życia.
Działanie rozpoczyna się zwykle po 35–120 minutach od przyjęcia, moment szczytowy przypada na 2–3 godziny po podaniu, a odczucia utrzymują się około 6 godzin. Następnego dnia, z reguły po przyjęciu dawki wyższej niż około 450–500 mg, można odczuwać słabą stymulację, rozkojarzenie, uczucie nierealności oraz niekiedy wyjaskrawienie obrazu, ale także zaburzenia typu ogólnego. Nie u wszystkich występują te objawy, zdarzają się osoby, które czują się całkowicie trzeźwe już po 7–8 godzinach od zażycia.
W przypadku dwóch niższych plateau występujące efekty to uczucie upojenia, zaburzenia wizji, charakterystyczne wrażenie „pływania”, zwłaszcza przy poruszaniu głową, u niektórych osób euforia, niekiedy pobudzenie psychoruchowe połączone z gadatliwością, charakterystyczne zaburzenia chodu (nienormalny – robotyczny – chód), osłabienie zmysłów dotyku i smaku, niekiedy też słuchu, maskowata twarz oraz jej „zgaszony wyraz”, bardzo rzadko halucynacje przy zamkniętych oczach (często przy udziale muzyki). Negatywne efekty, niewystępujące u wszystkich przyjmujących, to swędzenie oraz silne nudności prowadzące do wymiotów.
Wyższe plateau znacznie różnią się od dwóch niższych. Narząd wzroku nie jest w stanie przetworzyć obrazu, halucynacje mogą przybierać postać bardziej abstrakcyjną, pojawia się wrażenie wglądu w głąb siebie powodujące bardziej „mistyczne myśli i odczucia”, pobudzenie ruchowe możliwe na niższych plateau jest zastąpione kłopotami z poruszaniem się (chód przypomina „robota na wyczerpanych bateriach”) lub bezruchem, w wysokich dawkach możliwe jest pojawienie się doznań opuszczenia własnego ciała (OOBE), depersonalizacji lub nawet śmierci, co związane jest ze znieczuleniem ciała. 3. i 4. plateau wprowadzają możliwość wystąpienia bad tripów, czyli dosłownie „złych podróży” (gdzie doznania pozytywne są zastępowane negatywnymi).
DXM bywa niekiedy łączony z innymi substancjami psychoaktywnymi (najczęściej z marihuaną, kodeiną, benzydaminą i dimenhydrynatem) w celu spotęgowania efektów.
Dekstrometorfan jako inhibitor wychwytu zwrotnego serotoniny (oraz według niektórych dopaminy) może powodować u niektórych osób silne, lecz krótkotrwałe działanie antydepresyjne. Po zażyciu pozamedycznych dawek na następny dzień, lecz z reguły nie dłużej, można obserwować podwyższony nastrój oraz pobudzenie, objawy przypominające stan hipomanii, jednak występowanie tego typu efektów nie jest doświadczane przez większość użytkowników. Wynika to prawdopodobnie z różnej siły działania serotoninergicznego i z różnych oddziaływań na zupełnie inne receptory; podobne różnice bywają obserwowane również w przypadku leków z grupy SSRI.

## Kontrowersje wokół możliwości uzależnienia
Dekstrometorfan może powodować uzależnienie psychiczne (nie stwierdzono, czy uzależnienie fizyczne jest możliwe). Nie zostało natomiast stwierdzone jego szkodliwe działanie na organy wewnętrzne w podawaniu doustnym. Podawanie dożylne bardzo dużych dawek tego dysocjantu powodowało u szczurów charakterystyczną dla antagonistów receptora NMDA lezję Olneya, polegającą na fizycznym uszkodzeniu mózgu. Podanie doustne nie wywoływało tego efektu. DXM ma jednak dość silny wpływ na psychikę i w razie nadużywania może powodować izolację społeczną, problemy z pamięcią i koncentracją, co jednak znika stopniowo po zaprzestaniu używania dekstrometorfanu rekreacyjnie. Bardzo częste używanie może prowadzić do poważnych zaburzeń psychicznych. Mimo wielu badań specyfika i złożoność działania DXM na OUN pozostawia wciąż wiele wątpliwości i nierozwiązanych kwestii. Zostało stwierdzonych tylko kilka przypadków śmiertelnych w połączeniu z innymi substancjami (często zawartymi jako substancje aktywne obok DXM).

## Niebezpieczne interakcje
Dawka śmiertelna jest wysoka (od 1500 mg) co czyni go bardzo trudnym do przedawkowania. Przedawkowanie objawia się depresją układu oddechowego.
Wiadomo, że dekstrometorfan wchodzi w interakcję z SSRI, inhibitorami MAO, alkoholem, które mogą potęgować lub zmieniać jego działanie. Substancje rozkładane przez enzym CYP2D6 mogą również powodować niebezpieczne interakcje prowadzące nawet do zgonu. Stymulanty mogą dodatkowo znacznie zwiększać ciśnienie tętnicze. Istnieją udokumentowane przypadki śmierci poprzez połączenie dekstrometorfanu z efedryną.

## Preparaty
Preparaty dostępne w Polsce:

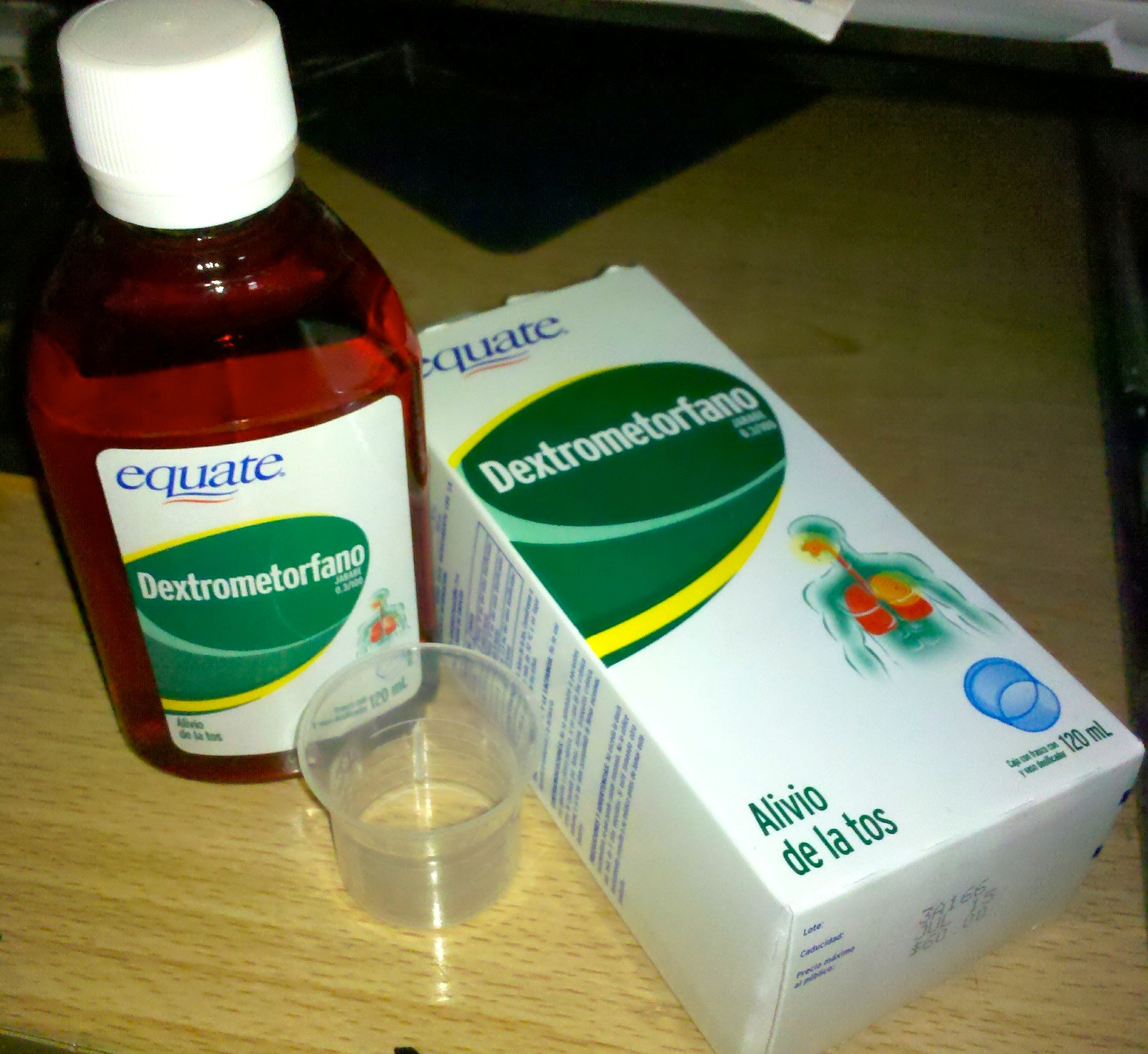
dekstrometorfan w formie syropu

- Preparaty proste: Acodin (tabletki), Mucotussin, Robitussin, Tussal, Tussidex, Tussidrill i Vicks
- Preparaty złożone:
  - z dekspantenolem: Acodin (syrop)
  - z pseudoefedryną i triprolidyną: Actifed i Acti-trin
  - z paracetamolem i prometazyną: Choligrip
  - z paracetamolem i pseudoefedryną: Cerugrip, Gripblocker, Gripex i Grypostop
  - z gwajafenezyną, paracetamolem i pseudoefedryną: Grypolek
  - z chlorfenaminą, paracetamolem i pseudoefedryną: Gripex Noc, Gripotaxin i Grypostop Mix
  - z wyciągiem z kwiatostanu lipy: Dexapico
  - z wyciągami z ziela melisy i kwiatostanu lipy: Dexacaps
  - z wyciągami z owoców kopru włoskiego i sosny: Dexapini